# Japenzin
Japenzin is een ortsteil van de Duitse gemeente Spantekow in de deelstaat Mecklenburg-Voor-Pommeren. Tot 7 juni 2009 was ze een zelfstandige gemeente.